# 무정형 성운

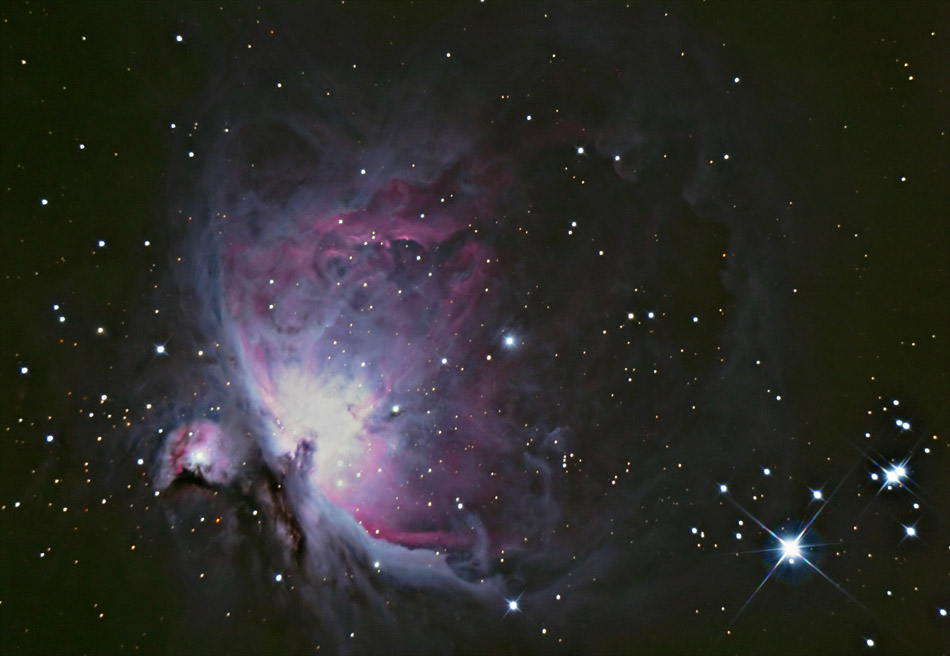
오리온 대성운은 대표적인 무정형 성운이다.

무정형 성운(無定形 星雲, diffuse nebula, 문화어: 확산성운) 은 천문학에서 빛을 반사하는 성운들을 통틀어서 부르는 일반적인 용어이다. 이들의 형태는 불규칙하고 특별히 정해진 모양이 존재하지 않으며, 주 성분은 가스 및 우주 먼지 등으로 이루어져 있다. 가시광을 통해 비교적 넓은 범위에 걸쳐 분포하고 있음을 관측할 수 있다. 무정형 성운은 발광 성운, 반사 성운, 초신성 잔해의 세 종류로 나뉜다. 발광 성운은 스스로 빛을 내며, 반사 성운은 가까이 존재하는 항성으로부터 빛과 열을 받아서 빛나는 것처럼 보인다. 발광 성운과 반사 성운의 성질을 겸비하고 있는 무정형 성운도 많다. 무정형 성운은 비 부정 형 암흑 성운과는 구별되는 존재이다.

## 개요
발광 성운은 근처에 존재하는 고온(분광형은 O ~ B)의 항성이 방출하는 자외선에 의해, 구성 성분의 수소 가스가 전리되어 원자핵과 전자의 재결합에 의한 발머 계열의 방출선을 복사한다. 이 때문에 발광 성운을 전리된 수소 원자를 의미하는 H II가 존재하는 영역이라는 뜻으로, H II 영역이라고 부르기도 한다. 특별히 두드러지는 것은 Hα선(파장 656.3 nm)의 붉은 방출선이다. 이 방출선은 적외선 파장에 가까워 맨눈으로는 관측하기 힘들기 때문에, 적외선 영역을 관측하는 망원경을 통해야 볼 수 있는 발광 성운도 많다.
암흑 성운에서 항성이 태어나면 그 항성은 주위에 남아 있던 가스를 발광 성운으로 바꾼다. 그 때문에 발광 성운은 탄생한 지 얼마 되지 않은 산개 성단과 함께 관측되는 경우가 많다.
초신성 잔해를 발광 성운의 일종으로 취급하기도 한다. 초신성 잔해의 경우에는 초신성 폭발 때의 충격파에 의해 수소 원자가 압축 가열되거나, 싱크로트론 복사의 흡수에 의해서 수소 원자가 전리되어 빛을 발한다.
반사 성운의 스펙트럼은 근처에 있는 항성과 거의 같은데, 그 이유는 항성에서 뿜는 빛이 성운을 비추고 있기 때문이다. 반사 성운의 경우 발광 성운과는 달리 온도가 낮은 항성 주위에도 존재한다.

## 참고 문헌
1. ↑  한국천문학회 편, 《천문학용어집》 182쪽 우단 22째줄
2. ↑  월간 하늘 편집부 (1998년 1월 12일). 《천문학 작은사전》. 도서출판 가람기획. ISBN 8984351172.
3. ↑  엠파스 국어사전. “무정형성운”. 2008년 7월 31일에 확인함.

## 같이 보기
- 무정형 성운 목록
- 행성상 성운